# Galeria Entropia
Galeria Entropia – powstała we Wrocławiu w 1988 roku z inicjatywy Alicji i Mariusza Jodko i działa jako galeria miejska Wrocławia.
Jest miejscem prezentacji sztuki aktualnej oraz klasyków sztuki neoawangardowej. W galerii można zobaczyć sztukę realizowaną w wielu mediach: malarstwo, grafikę, rysunek, instalację, obiekt, ceramikę, wideo, sztukę akcji. Poza wystawami organizowane są pokazy i przeglądy filmowe, koncerty, spektakle, performances, prezentacje sztuki nowych mediów, pokazy artystów związanych ze środowiskiem wrocławskim. Jest to miejsce wielu interesujących debiutów głównie absolwentów ASP. Entropia wydaje czasopismo „Entropia Art Magazyn” zawierające dokumentacje wydarzeń w galerii oraz teksty krytyczne o sztuce w ogóle (redakcja: Alicja Jodko, Mariusz Jodko, Andrzej Rerak).